# 3790 Raywilson
3790 Raywilson è un asteroide della fascia principale. Scoperto nel 1937, presenta un'orbita caratterizzata da un semiasse maggiore pari a 3,1556369 UA e da un'eccentricità di 0,1753922, inclinata di 0,48369° rispetto all'eclittica.
L'asteroide è dedicato al fisico inglese Raymond Wilson, specialista nella realizzazione di apparecchiature ottiche per grandi telescopi.